# الدار السودانية للكتب
تعتبر الدار السودانية للكتب أكبر دار عرض متخصصة في بيع الكتب في السودان والعالم العربي تأسست عام 1969  على يد عبد الرحيم مكاوي ، برفد  الحركة الثقافية السودانية. حيث تضم أكثر من ثلاثين ألف عنوان في شتى ضروب المعرفة، وتنشط الدار السودانية في توزيع الكتاب العربي من أكبر دور النشر العربية، واكبر مكتبة في الخرطوم. وبجانب التوزيع تعمل أيضا على الطباعة والنشر، وتعمل دائماً لإنجاح مشروع الصداقة مع الكتاب بأسعارها المدروسة بعناية تامة لتناسب القارئ وتمده بكل ما هو جديد ومميّز .

## المبنى
يتكون مبنى الدار من أربعة طوابق:
الطابق الأرضي: المصاحف بروايات مختلفة، كتب المؤلفين السودانيين والقواميس والمعاجم.
طابق الميزانين: كتب اللغة العربية والسياسة والتاريخ.
الطابق الأول: الكتب الإسلامية.
الطابق الثاني: الكتب إسلامية.
الطابق الثالث: كتب الناشئة والأطفال و يحتوي على معظم الروايات العالمية.
الطابق الرابع: الكتب العلمية و كتب الجامعات بمختلف التخصصات.

## النشأة والتأسيس

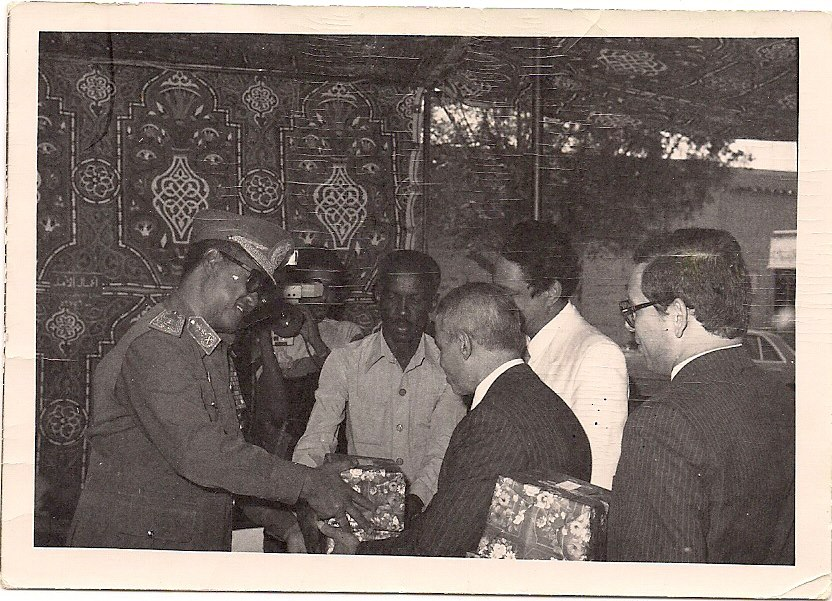
الرئيس السوداني الأسبق يتسلم هدية من السيد مكاوي، السيد مدبولي، السيد علي شمو

تأسست الدار السودانية في نهاية الستينيات على يد مؤسسها ومديرها السيد عبد الرحيم محمد مكاوي، الذي يشغل منصب رئيس اتحاد الناشرين السودانيين، وهو عضو مؤسس لاتحاد الناشرين العرب، ويكاد عبد الرحيم مكاوي يماثل في الشهرة الناشر المصري الراحل مدبولي، وهو أيضا شقيق الشاعر السوداني عبد الرحمن مكاوي.

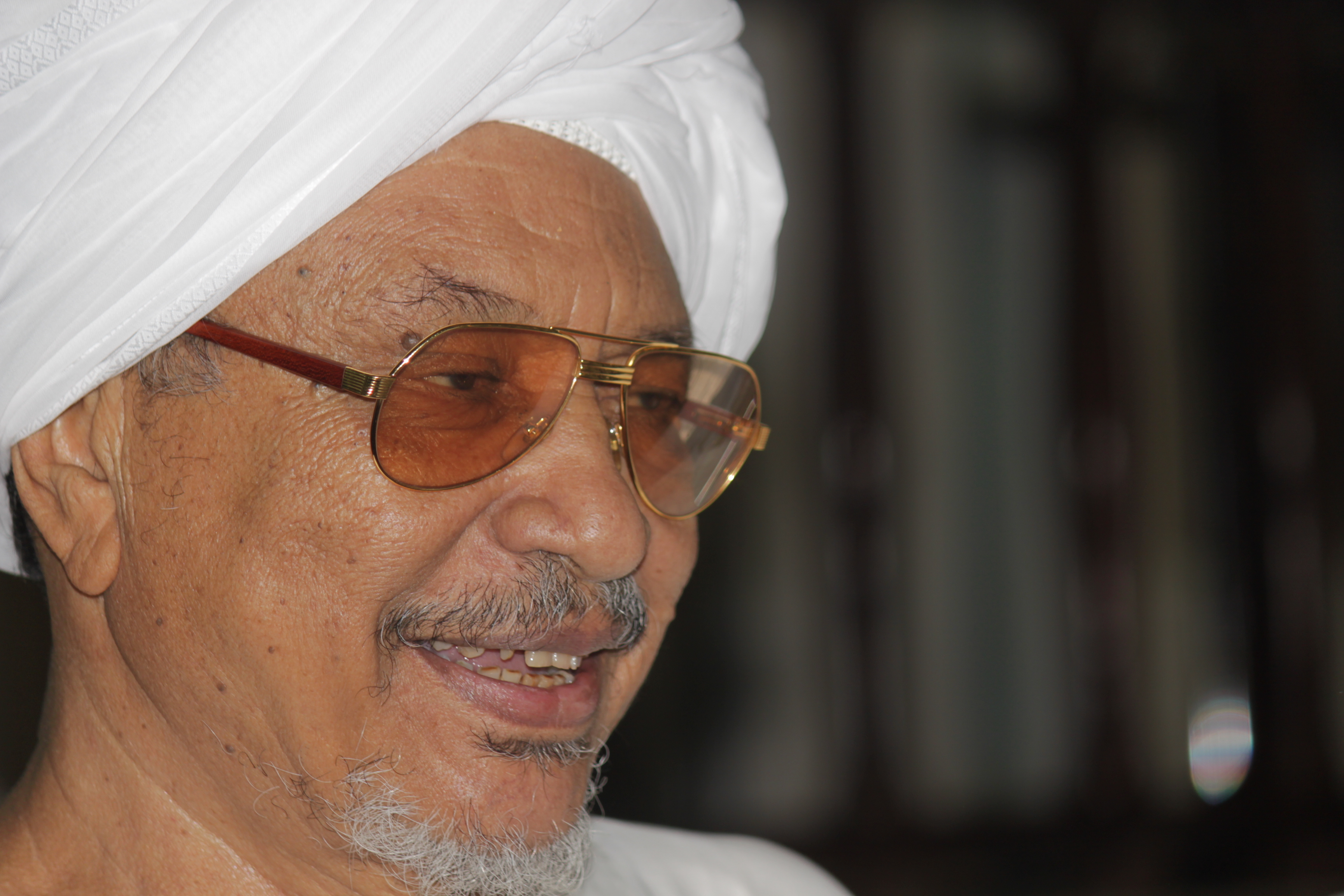
عبد الرحيم مكاوي، مؤسس الدار السودانية للكتب،2011

ولد الناشر عبد الرحيم مكاوي بمنطقة بربر بولاية نهر النيل في شمال السودان عام 1937، عمل في أكثر من مهنة بداية بالسكة الحديدية واستقر به المقام في عالم المكتبات والنشر وأسهم في تأسيس العديد من المكتبات العمومية قبل أن يؤسس مكتبته الخاصة التي تخصصت في بيع الكتب إلى جانب النشر حيث طبع حتى الآن ما يزيد عن ألـ 200 عنوان. وقد كانت بدايته عصامية في تأسيس هذه المكتبة، حيث بدأها بمكتبة صغيرة كان يفرشها في سوق مدينة القضارف بشرق السودان إلى أن تطورت لمكتبة كبيرة في عمارة كاملة.
وفي العام 1966 ذهب مكاوي في رحلة إلى القاهرة لخلق علاقات جديدة مع دور نشر مصرية حيث تعاقد مع شركة دار التوزيع ليكون وكيلها في العاصمة الخرطوم التي كانت بها ثلاثة مكتبات هي سودان بوكشوب – مكتبة الجامع الكبير - مكتبة النهضة، قبل أن تزدهر صناعة النشر والتوزيع بعد ذلك في السودان.

## الموقع
يقع مبنى الدار السودانية للكتب في وسط مدينة الخرطوم، شرق ميدان أبوجنزير، بشارع البلدية، أمام بنك التضامن الإسلامي .

## ما وراء قصة نجاحها
تجارب النجاح دوماً لها كاريزما خاصة، تجذبنا للاستماع والاستمتاع بها، وتحفزنا أن بالمكان دومًا إحراز شيء، وأن الإتقان والعطاء الوصفة السحرية لإنجاح كل عمل..(الدار السودانية للكتب) قصة نجاح لا تخطئها العين ولا الأذن ولحجم نجاحها وتخطيها مثيلاتها حسبها الكثيرون مؤسسة حكومية راسخة. ليست حكومية ولا رسمية تتبع للدولة لكنها رسمية الأداء جدية الإنجاز تستحق أن نستلهم منها أسباب النجاح تلك.
صاحبها الحاج عبد الرحيم محمد حسن مكاوي. من مواليد بربر (1937) بدأ العمل وعمره (16) عامًا وبإيقاع راسخ حقق إنجازًا يشهد له الجميع.. عاش لأجل عمله وسكن في مبنى المكتبة لمدة عشرين عامًا، واثنان من أبنائه تربّوا في المكتبة ويعملون فيها الآن.. يشغل حاليًا رئيس اتحاد الناشرين السودانيين وعضو مؤسس لاتحاد الناشرين العرب وشغل منصب نائب رئيس اتحاد الناشرين العرب (1995 حتى 2000) وعضو اتحاد الناشرين الأفارقة وعضو مؤسس لعدد من البنوك الإسلامية. يلخص الحاج مكاوي تجربته مع الكتب والمكتبات: إن المكتبة علمتني أن الإنسان عليه أن يخلص في أي عمل يقوم به، ويخلص نيَّته وعلاقته بالآخرين ولا يستعجل الغنى، والأرزاق بيد الله دائمًا أستحضر حكمتين لسيدنا عبد الرحمن بن عوف عندما سُئل عن سبب غنائه قال: (ما رددت ربحاً قط وما بعت بنسيئة..) وهذه السياسة التي أتبعها في المكتبة وليس لدي دفتر حساب في المكتبة لا أبيع بمؤجل وسعرنا ثابت.. وهذا ما أكسبنا ثقة الناس وهي أهم شيء في عالم التجارة..

### من القضارف إلى الخرطوم
البداية كانت في القضارف سنة (1962م) بمكتبة سماها (دار الثقافة) وهي عبارة عن دكان مساحته (5x5 متر مربع) أجّره من الحاج (عبد القادر عبد المحسن) بمبلغ أربعة جنيهات بقي فيها لثلاث سنوات حتى (1965م) وفي هذه الفترة (ثورة أكتوبر) دخل غمار العمل السياسي وتركه بعد عام واحد.. ثم كان الانتقال إلى مدينة (بحري) حيث أنشأ (مكتبة بحري) في ميدان ـ حاليًا ـ موقع بصات الحاج يوسف وكانت عبارة عن دكان في منزل لأخيه مساحته (8x5 متر مربع) بإيجار (6) جنيهات في الشهر! بقي الحاج مكاوي في (بحري) من (1966م ـ 1968م).. وفي (1968م) انتقل إلى (الخرطوم) في مكتب عبارة عن شقة من طابقين في شارع (الزبير باشا) بدأ فيها العمل في توزيع المجلات العربية واللبنانية إضافة إلى النيوزويك والتايمز.. بواسطة التوكيل الذي اشتراه من وكيلها الأساسي (بطليموس) الذي تركها بعد أن كبر في العمر ولم يكن لديه من يتولى عنه إدارة العمل والتوزيع.. وكان يتم توزيع المجلات في الطابق الأسفل ويسكن بالأعلى.. واستمر العمل في مجال المجلات إلى (1970م) حين أممت الصحف وأضاف إليها رئيس مجلس الثورة آنذاك (المجلات الأجنبية) وعندما أخذت منه المجلات توقف الحال بعدها لمدة عامين ثم كان توجيه التركيز على الكتب التي كان يحضر أغلبها من مصر وبيروت.. وبمرور الوقت أسس علاقات طيبة مع الخارج وأصبح وكيلاً لأغلب دور النشر في مصر وفي بيروت كذلك، وكان ذلك بعد (1973م) قال لي الحاج مكاوي: (عملية تأميم المجلات قطعت راسنا سنتين فقد كانت تجارة المجلات مربحة جدًا ولا توجد فيها خسارة ففي المجلات لا نتحمل تكلفة الراجع ونسدد قيمتها بعد مرور ثلاثة شهور بعكس الكتب فهي مسؤوليتها كبيرة وبمجرد طلبها تصبح ملكك ولا ترد وينتظرون قيمتها ورغم ذلك بعد التأميم استمرينا في الشقة وبدأنا في تجارة الكتب..).

### بداية الدار
من عمل المجلات تكون لدى الحاج مكاوي رأس المال الذي اشترى به منزلاً في شارع البلدية كان لـ (كونتو مخلص) (760) مترًا مربع (في 1973م بمبلغ 18 ألف جنيه)!! وهو أول منزل بناه (كونتو مخلص) في الخرطوم وسكن فيه لفترة طويلة ثم انتقل إلى شارع الجمهورية ترك منزله الأول نادي ثقافي ومن الأشياء المعروفة أن العقاد عندما جاء الخرطوم كان يلقي محاضرات فيه.. المنزل (عبارة حوش (مساحة) كبير جداً والمبنى نصف المساحة خمس غرف وكان أسلوب بنائه فخم في ذلك الزمان) استخدم حاج مكاوي المبنى بحالته (أربع سنوات) كمكتبة داخل الغرف مستخدمًا أرفف حديد ابتاعها من (أبو العلا) ومستخدمها إلى يومنا هذا بداخل الدار السودانية.. استغلت غرف المنزل جميعها للكتب وبدأ في بناء طابقين في المبنى الجديد في جزء من البيت بعد هدمه وفي مساحة من الحوش مع استمرار العمل بالمكتبة واستمر البناء إلى (1982م). بعد ذلك تواصل البناء إلى أن اكتملت أربعة طوابق على مدى خمس سنوات وأخذ المبنى شكله الحالي في سنة (1990م).. أربعة طوابق، بتوزيع الكتب فيها كالآتي: الكتب السودانية والقواميس في الأرضي وثم الطابق الأول (يسمى الطابق المسروق؛ لأنه مفتوح وكجزء من الأرضي) فيه كتب اللغة العربية والجغرافيا والتاريخ والطابق الثاني والثالث كتب دينية وهناك جزء مخصص لكبار المؤلفين أصحاب المنشورات المتعددة (العقاد، طه حسين، مصطفى محمود، سيد قطب...) وطابق الكتب الدينية مقسم إلى أقسام القرآن وعلومه والحديث وعلومه.. كتب الفقه، كتب الشخصيات، والكتب الأكاديمية في الدور الرابع، هناك مساحة كبيرة لكتب الأطفال.. يقول الحاج مكاوي إن خريطة ترتيب وتقسيم الطوابق حسب التجربة وخريطة المبنى أعدها المهندس كمال عباس وكذلك نفذ عمارة الإخوة بالقرب من الدار.. ويقول عندما بدأ البناء كان الجنيه السوداني بـ (6) دولارات، وطن الحديد بـ (90) جنيهًا، وكانت الفكرة أن يكون المبنى شكله مميزًا وطابعه خاصاً لذا كانت واجهته مميزة وهي منفذة منذ السبعينيات وبالداخل طبقت فيه مواصفات المكتبات.

### الرواد
كثيرون هم المداومون على الدار ومن أشهر رواد المكتبة البروفيسور عبد الله الطيب ود. عون الشريف قاسم فقد كانت علاقتهما بالمكتبة قوية، وذلك إضافة لكونهما من الحريصين على القراءة والكتاب إن الدار السودانية طبعت ونشرت لهما العديد من المؤلفات ومنذ السبعينيات من القرن الماضي (تسعة كتب) لعبد الله الطيب من ضمنها (المرشد) وهو من أقدم مِن مَن طبعت لهم الدار.. وهناك العديد من الأسماء البارزة وفي كل المجالات عدا السياسيين فزياراتهم للمكتبة وللمكتبات عموماً قليلة ويحدثنا مكاوي أن مستوى الرواد للمكتبة يكاد يكون ثابتًا، وحدث أن أعدت إحصائية لمن يزور المكتبة على مدار شهر في فترات متقاربة المتوسط خلال الشهر في اليوم الواحد بين (300 ـ 500) شخص. وأن منهم من يشتري بعشرة ومن يشتري بألف جنيه.

### معادلة النجاح والثبات
يرجعها الحاج مكاوي لعدة أسباب: أولاً أن أغلب المكتبات التي توقفت توقفت بسبب وفاة أصحابها الأساسيين.
ثانيًا: الوجود؛ لا بد من وجود المسؤول ليراقب سير العمل، ويضرب مكاوي مثلاً بنفسه أنه يبقى كل يوم أربع أو خمس ساعات بالمكتبة ومنذ الثامنة والنصف صباحاً يتابع عن قرب الأحوال وما ينقص وما يلزم خاصة في السنوات الأخيرة لعامل السن ولانتظام حركة العمل يخبرنا مكاوي أنه أصبح مشرفاً فقط.
ثالثاً العلاقات مع الخارج يجب أن تكون طيبة وعامرة بالثقة ومن الأشياء المهمة في حركة (الدار السودانية) أن الكتاب عندما ينفد يستجلب مرة أخرى..

### عناوين وأرقام
تبلغ المساحة التي أقيمت عليها المكتبة (760) مترًا مربع وإجمالي المساحة التي تشغلها الكتب في الطوابق الأربعة حوالى أربعة آلاف متر مربع.. وتحوي المكتبة (50) ألف عنوان تقريبًا في المكتبة.. وأكثر الكتب مبيعًا في المكتبة على مدى تاريخها بحسب مكاوي كانت الرواية الروسية (د. ديفاجو) بيعت منها كمية كبيرة جدًا ويستغرب الحاج مكاوي تجاهل شباب اليوم لهذه الرواية التي هي من أروع الروايات في العصر الحديث، ومنذ أن كنت في القضارف بدأ الإقبال عليها كثيفاً ويعتقد أن أي مثقف لم يقرأ هذه الرواية لم يقرأ شيئاً!.. ويقول: من الخمسينيات الآن لا أذكر في العشرين سنة الأخيرة أن سألني منها أحد..! من الكتب المقروءة أيضًا في ذاك الزمن كتب محمد حسين هيكل (حياة محمد) من الكتب الرائعة في السيرة. رغم انتقاد بعض مشايخ الأزهر له في تلك الفترة، الآن كتاب (الرحيق المختوم) لمؤلف هندي الميكابوري. عليه إقبال كبير.

### ممنوع
يرى صاحب الدار أن علينا أن نقدر الكتاب أكثر في بلادنا وما يحدث من منع وتفتيش في الكتاب لا يليق به وتذكر لنا حادثة مرت به في السبعينيات وقال: إننا عادة عندما نسمع كتابًا ممنوعًا لا نحضره. وفي مرة منع منا كتاب واحد وبشكل (لطيف) كان كتاب محمد أحمد محجوب (الديمقراطية في الميزان) وكنا أحضرناه ضمن رسالة كبيرة وأوقفها مفتش الجمارك باسم الكتاب الممنوع، وطلب منا إحضار خطاب من الأمن بالتصرف ثم كتابة تعهد أن لا أبيع الكتاب الممنوع وهو جزء من كرتونة لا يتعدى المائة نسخة.! وقد كان ولم أبع الكتاب إلا بعد أن تجاوز الزمن عوامل المنع. والدار السودانية بدأت بعامل واحد وهو عبد الرحيم مكاوي والآن بها (9) عمال و(12) عاملة.